# Simon Halfmeyer
Simon Halfmeyer (* 1974 in Hamburg) ist ein deutscher Zeichner, Maler und Raumkünstler.

## Leben
Halfmeyer studierte von 1999 bis 2001 an der Muthesius Kunsthochschule in Kiel und von 2001 bis 2005 an der Hochschule für Bildende Künste Braunschweig, wo er von 2004 bis 2005 Meisterschüler bei Reimund Kummer war. Er lebt und arbeitet in Düsseldorf. Seit 2014 bis heute arbeitet und lehrt Simon Halfmeyer an der Alanus Hochschule für Kunst und Gesellschaft in Alfter bei Bonn. Zuerst von 2014 bis 2019 als Künstlerischer Mitarbeiter und heute als Lehrkraft für besondere Aufgaben.

## Werk
Das Werk des Künstlers umfasst neben Zeichnungen, malerischen Werken und Skulpturen, vor allem temporäre und permanente Wandmalereien und Wandzeichnungen.

## Ausstellungen (Auswahl)

### Einzelausstellungen
- 2006: Glashaus, Junge Kunst e.V., Wolfsburg[3]
- 2006: Antrittsausstellung zum Stipendium „Junge Kunst in Essen“, Kunsthaus Essen
- 2007: Gewachsenes und Gebautes, Kunsthaus Essen[4]
- 2008: cobweb hotel, Kunstverein St. Pauli e.V., Hamburg[5]
- 2010: on the run, Hawerkamp 31 e.V., Münster
- 2016: Expetopia, Galerie Claudia Postel, Hamburg[6]
- 2020: gründeln, Arte Giani, Frankfurt am Main[7]

### Gruppenausstellungen
- 2001: transport of language, Kunstraum Walcheturm, Zürich[8]
- 2001: Gottfried Brockmann Preis 01, Stadtgalerie Kiel
- 2002: frei machen, Palais für aktuelle Kunst, Kunstverein, Glückstadt
- 2003: Schrebergarten, Kunstverein Braunschweig[9]
- 2006: glasses I–VI, Kunstverein Braunschweig[10]
- 2007: Linien, Nassauischer Kunstverein Wiesbaden[11]
- 2007: finish im Autohaus, ehem. Autohaus Tschernitz, Karlsruhe[12]
- 2007: Statement, Galerie Bernhard Knaus, Frankfurt am Main[13]
- 2009: Patterns in Nature, Städtische Galerie, Neunkirchen[14][15]
- 2010: Retourkutsche, MAERZ Künstlervereinigung, Linz, Österreich[16]
- 2011: Dreitausenddreihundertachtundvierzig und eine Nacht, Museum Folkwang, Essen[17]
- 2011: EILT SEHR, Mischpoke e. V., Mönchengladbach[18]
- 2013: EMPIRE STRATEGIES, Kunsthaus Erfurt[19]
- 2013: 15 Jahre Junge Kunst, Junge Kunst, Wolfsburg[3]
- 2015: a glimpse of..., Galerie Postel, Hamburg[20]
- 2019: Kathrin Haaßengier – Simon Halfmeyer – Olaf Kreinsen, Galerie Claudia Postel, Hamburg[21]
- 2022: Beyond the Line, Arte Giani, Frankfurt am Main (mit Irene Hardjanegara)[22]
- 2024: 50 Jahre Museum gegenstandsfreier Kunst, Otterndorf[23]

## Preise und Stipendien
- 2006: Jahresstipendium Bildende Kunst des Niedersachsen[24]
- 2007: Rotary-Stipendium „Junge Kunst in Essen“, Kunsthaus Essen
- 2009: Grafikpreis des Landes Nordrhein-Westfalen[1]
- 2011: Jahresarbeitsstipendium, Stiftung Kunstfonds
- 2018: Joseph und Anna Fassbender Preis, Brühler Kunstverein[25]